# Penobscot (Maine)
Penobscot es un pueblo ubicado en el condado de Hancock en el estado estadounidense de Maine. En el Censo de 2010 tenía una población de 1.263 habitantes y una densidad poblacional de 10,48 personas por km².

## Geografía
Penobscot se encuentra ubicado en las coordenadas 44°28′58″N 68°42′22″O / 44.48278, -68.70611. Según la Oficina del Censo de los Estados Unidos, Penobscot tiene una superficie total de 120.56 km², de la cual 103.26 km² corresponden a tierra firme y (14.35%) 17.3 km² es agua.

## Demografía
Según el censo de 2010, había 1.263 personas residiendo en Penobscot. La densidad de población era de 10,48 hab./km². De los 1.263 habitantes, Penobscot estaba compuesto por el 97.47% blancos, el 0.16% eran afroamericanos, el 0.4% eran amerindios, el 0.63% eran asiáticos, el 0% eran isleños del Pacífico, el 0.16% eran de otras razas y el 1.19% pertenecían a dos o más razas. Del total de la población el 0.95% eran hispanos o latinos de cualquier raza.